# Сэнкё (Титан)
Сэнкё (лат. Senkyo) — тёмная деталь альбедо на поверхности Титана, самого большого спутника Сатурна.

## География
Расположена рядом с экватором (координаты центра — 5° ю. ш. 40° в. д. / 5° ю. ш. 40° в. д.). На севере соединяется с тёмной областью Аару. Граничит с несколькими светлыми регионами: землёй Гаротман на западе, землёй Ялаинг на юге и землёй Толлан на севере. К востоку от Сэнкё лежит большая тёмная область Белет. Местность Сэнкё была обнаружена на снимках космического аппарата «Кассини-Гюйгенс».

## Эпоним
Названа именем идеального мира в японской мифологии. Это название было утверждено Международным астрономическим союзом в 2006 году.